# Bayerisches Viertel

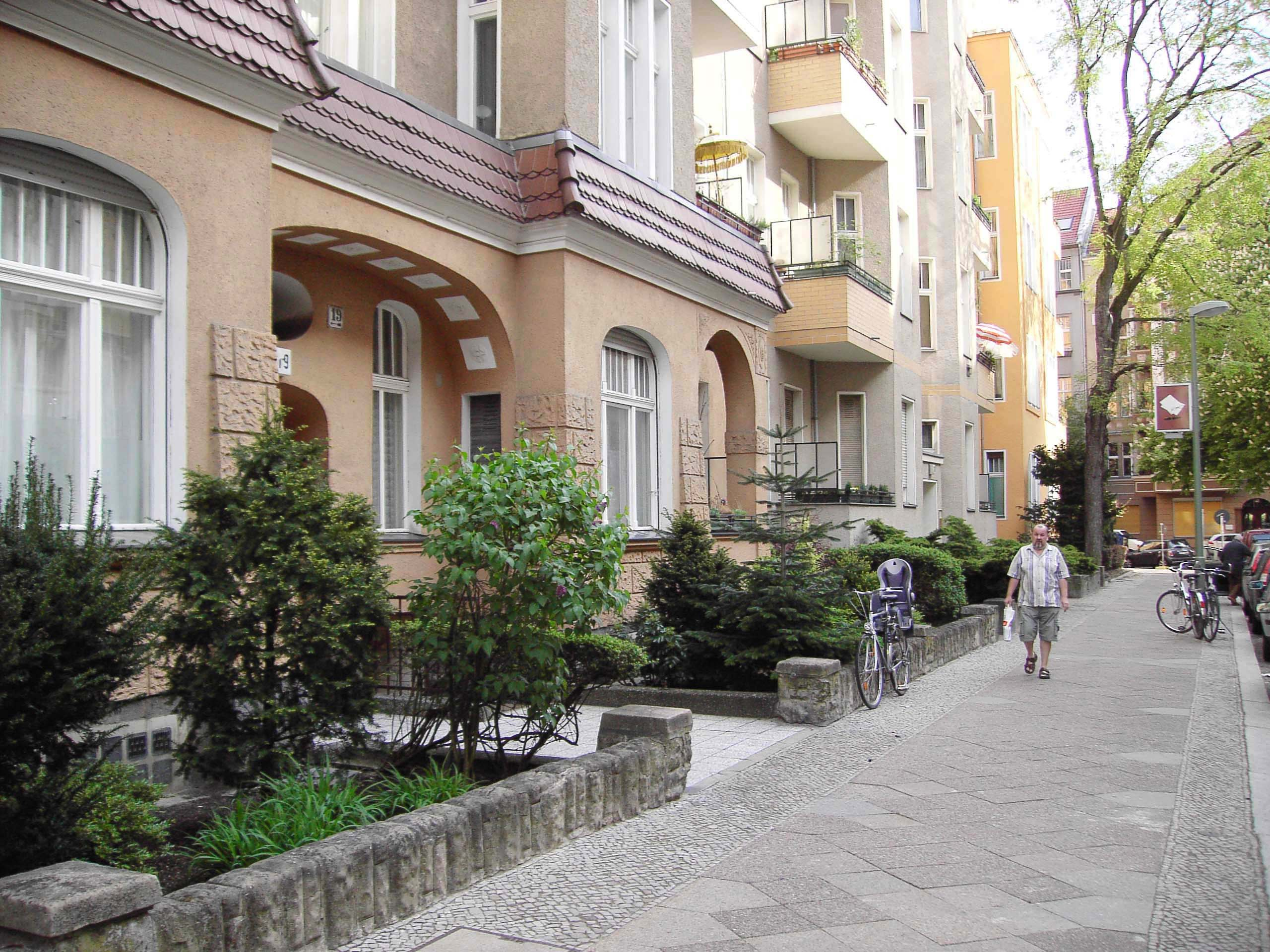
Bayerisches Viertel, Häuserzeile

Das Bayerische Viertel ist eine Ortslage im Berliner Ortsteil Schöneberg des Bezirks Tempelhof-Schöneberg sowie im Ortsteil Wilmersdorf des Bezirks Charlottenburg-Wilmersdorf. Die in Nord-Süd-Richtung verlaufende Grenze der beiden Ortsteile verläuft in etwa mittig durch das Bayerische Viertel. Das Viertel erstreckt sich zwischen der Tauentzienstraße im Norden und der Wexstraße im Süden, zwischen der Martin-Luther-Straße im Osten und der Bundesallee im Westen. Den Mittelpunkt bildet der Bayerische Platz. Die Grenze der beiden Ortsteile verläuft von Norden nach Süden durch die Ettaler Straße – Bamberger Straße – Kufsteiner Straße bis zur Wexstraße. Diese Achse bildet auch die Trennung zweier, meist als eine Einheit wahrgenommenen Parks: dem Rudolph-Wilde-Park im Osten und dem Wilmersdorfer Volkspark im Westen.
Das Bayerische Viertel wurde zu Beginn des 20. Jahrhunderts errichtet und zählt zu einer der bevorzugten Wohnlagen Berlins.

## Geschichte

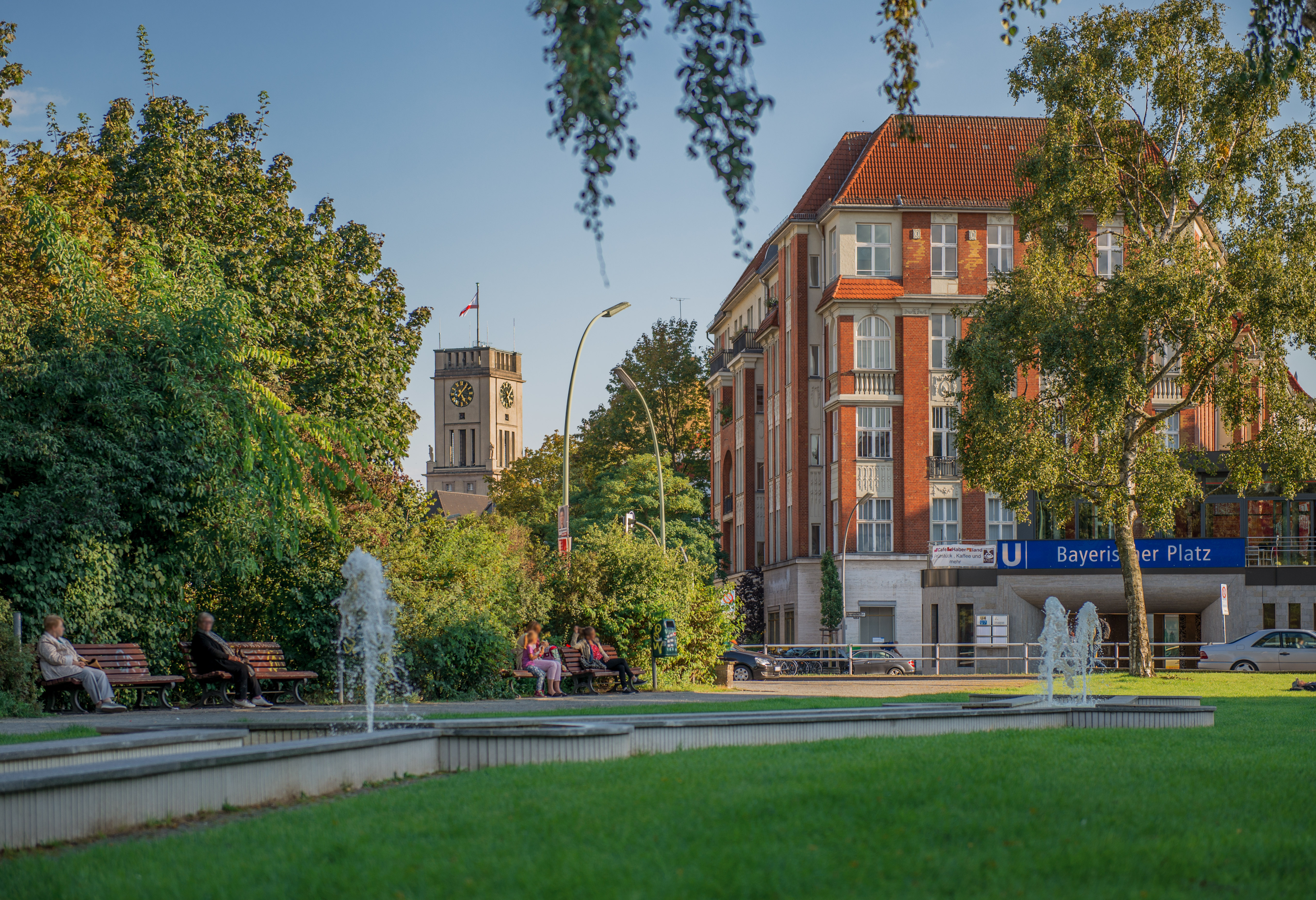
Der Bayerische Platz, im Hintergrund der U-Bahnhof und der Turm des Rathauses Schöneberg

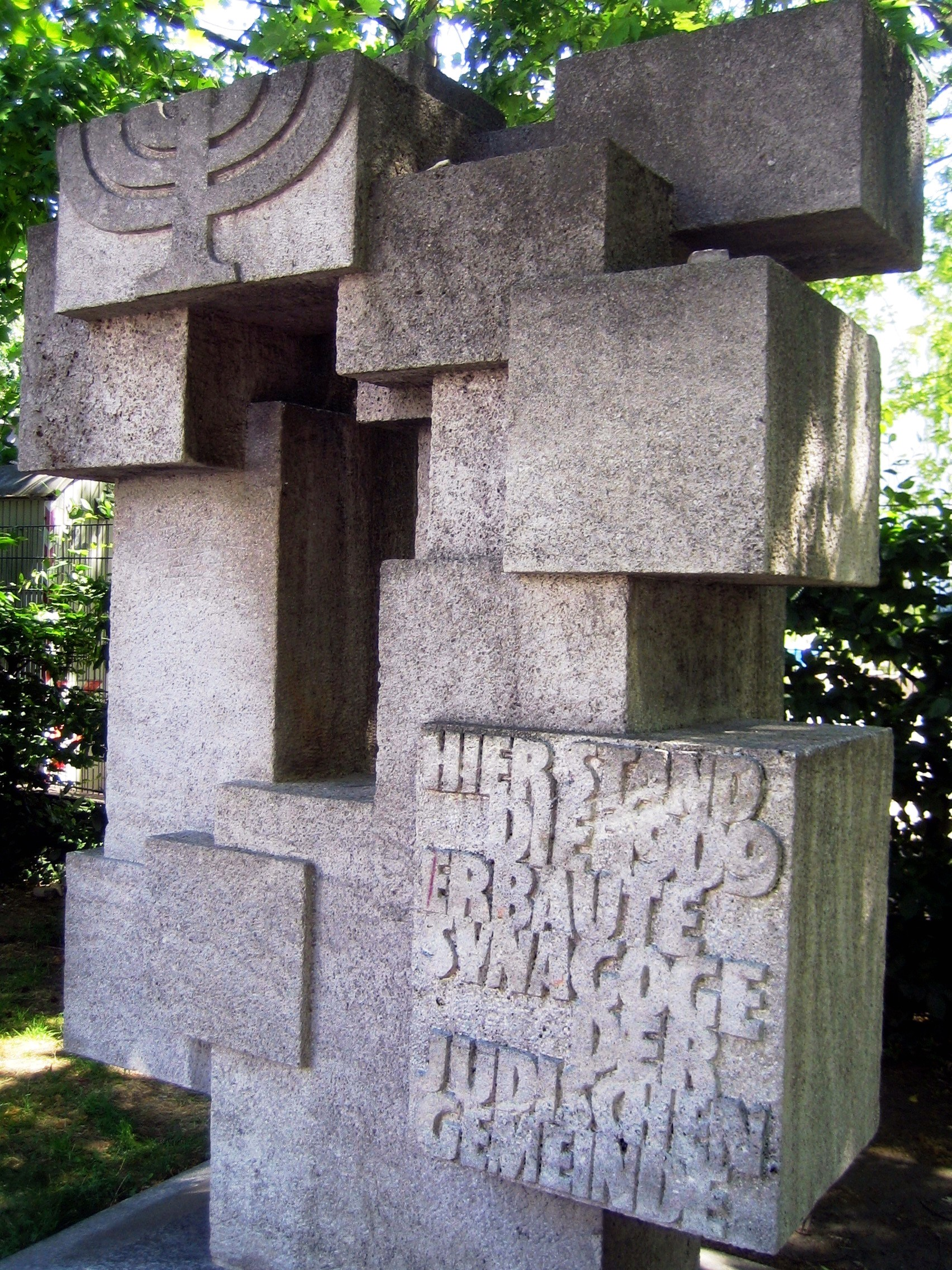
Denkmal für die zerstörte Synagoge

Das Bayerische Viertel, 1935 (Ausschnitt)

Die Berlinische Boden-Gesellschaft (BBG) unter ihrem Mitbegründer Salomon Haberland errichtete das Viertel zwischen 1900 und 1914 für ein bürgerliches Publikum. Finanzstarke Bevölkerungsschichten sollten gewonnen werden, um mehr Steuereinnahmen für die damals selbstständige und kreisfreie Stadt Schöneberg zu erzielen.
Elegante Fassaden, bis zu 250 m² große Wohnungen mit Empfangsräumen, Vorgärten, grüne Schmuckplätze und ein eigener U-Bahnhof der heutigen Linie U4 prägten das Viertel. Zahlreiche Straßen erhielten die Namen bayrischer Städte oder von Städten, die ehemals zu Bayern gehörten (daher auch Straßenbenennungen nach Orten, die heute in Österreich oder in Südtirol liegen). Die Planung der Häuser besorgten Architekten, die sich auf den süddeutschen Renaissancestil, die „Alt-Nürnberger Bauweise“, verstanden. Die Gebäude bekamen verzierte Türmchen, gestufte Giebel und Sprossenfenster.
Bewohner des Viertels waren Ärzte, Rechtsanwälte, gehobene und höhere Beamte, Künstler und Intellektuelle. Zu ihnen zählten Albert Einstein, Alfred Kerr, Arno Holz, Eduard Bernstein, Erich Fromm, Gottfried Benn, Emanuel Lasker, Kurt Pinthus, Rudolf Breitscheid, Erwin Piscator und Inge Deutschkron. Marcel Reich-Ranicki, Gisèle Freund und Pem wuchsen dort auf.
Das Viertel war ein Anziehungspunkt für jüdische Bürger. In der Münchener Straße errichteten sie 1909 eine orthodoxe Synagoge mit Kinderhort, Schulräumen und einer Bibliothek. Die evangelische Kirche zum Heilsbronnen an der Heilbronner Straße entstand erst drei Jahre später. Nach der Machtergreifung der Nationalsozialisten 1933 emigrierten viele jüdische Einwohner des Viertels aus Deutschland. Das Werner-Siemens-Realgymnasium in der Hohenstaufenstraße, dessen Schüler zur Hälfte aus jüdischen Familien stammten, musste 1934 die Oberstufe wegen Schülermangels schließen und wurde 1935 aufgelöst. Von etwa 16.000 jüdischen Bewohnern des Bayerischen Viertels wurden 1943 im Holocaust rund 6.000 in Vernichtungslager deportiert.
In den Nächten vom 1. zum 2. März 1943 und vom 22. zum 23. November 1943 zerstörten alliierte Luftangriffe und anschließende Feuer das Viertel zu rund 75 Prozent. Der U-Bahnhof Bayerischer Platz wurde im Februar 1945 von einer Fliegerbombe getroffen. Vor allem nördlich der Grunewaldstraße klafften große Lücken. Zwischen 1955 und 1959 wurden sie im Zuge des Berliner Aufbauprogramms durch vierstöckige Neubauten geschlossen, die historische Blockbebauung dabei aufgebrochen. Die schwer beschädigte Synagoge in der Münchener Straße wurde 1956 abgerissen. In den 1960er Jahren wurde, wie überall in West-Berlin, dem Zeitgeist folgend historischer Fassadenschmuck bei Renovierungen entfernt. Später renovierte alte Gebäude sind denkmalpflegerisch wiederhergestellt worden.

## Orte des Erinnerns

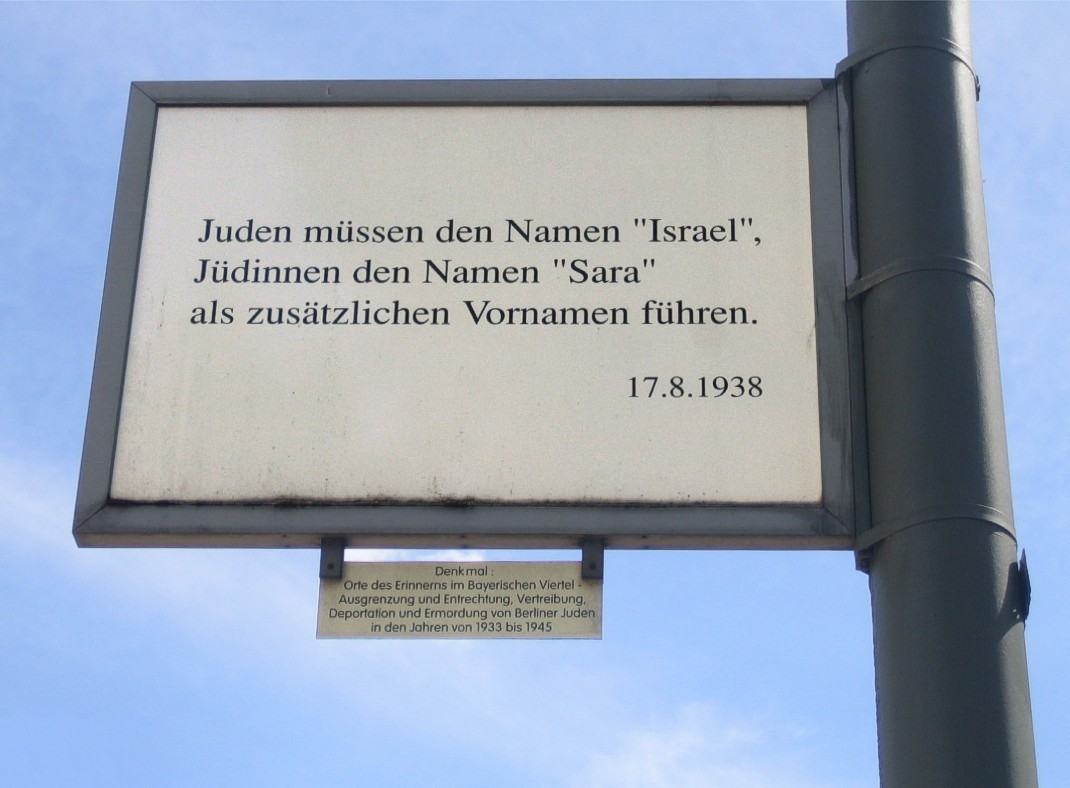
Erinnern an erzwungene Vornamen (Namensänderungsverordnung)

Zum Gedenken an die von den Nationalsozialisten ermordeten jüdischen Einwohner realisierten die Künstler Renata Stih und Frieder Schnock im Jahr 1993 im Auftrag des Senats von Berlin das flächendeckende Denkmal unter dem Titel Orte des Erinnerns im Bayerischen Viertel: Ausgrenzung und Entrechtung, Vertreibung, Deportation und Ermordung von Berliner Juden in den Jahren 1933 bis 1945. Es besteht aus 80 an Straßenbeleuchtungsmasten befestigten Doppelschildern (Bild- und Textseite), drei Übersichtsplänen mit Karten des Viertels aus dem Jahr 1933 und 1993 (aufgestellt am Bayerischen Platz, an der Schule in der Münchener Straße und vor dem Rathaus Schöneberg) und einer Begleitpublikation mit eingelegtem Faltplan. Die Tafeln zeigen auf der einen Seite Bilder, Symbole oder Piktogramme, auf der anderen Seite Auszüge aus nationalsozialistischen Gesetzes- und Verordnungstexten, die die Entrechtung der Juden in Deutschland markierten.
Im Rathaus Schöneberg – am südlichen Rand des Bayerischen Viertels – ist seit 2005 die Ausstellung Wir waren Nachbarn – Biographien jüdischer Zeitzeugen zu sehen, ein wichtiger Gedenkort in Berlin. Veranstaltet von frag doch! Verein für Begegnung und Erinnerung e. V. in Kooperation mit dem Bezirksamt Tempelhof-Schöneberg von Berlin versammelt sie 152 Familien-Alben (Stand: 2015) über ehemalige jüdische Nachbarn aus dem Bayerischen Viertel und dem gesamten Bezirk. Die Ausstellung vermittelt anschaulich eine Vorstellung vom Leben in Berlin vor 1933 und von der schrittweisen Ausgrenzung und Entrechtung, Vertreibung, Deportation und Ermordung Berliner Juden. Das Bayerische Viertel wird hier zu einem exemplarischen Ort im Bezirk und im kollektiven Gedächtnis der Stadt. Ergänzt wird dieser Anspruch durch das Café Haberland auf dem Bayerischen Platz.

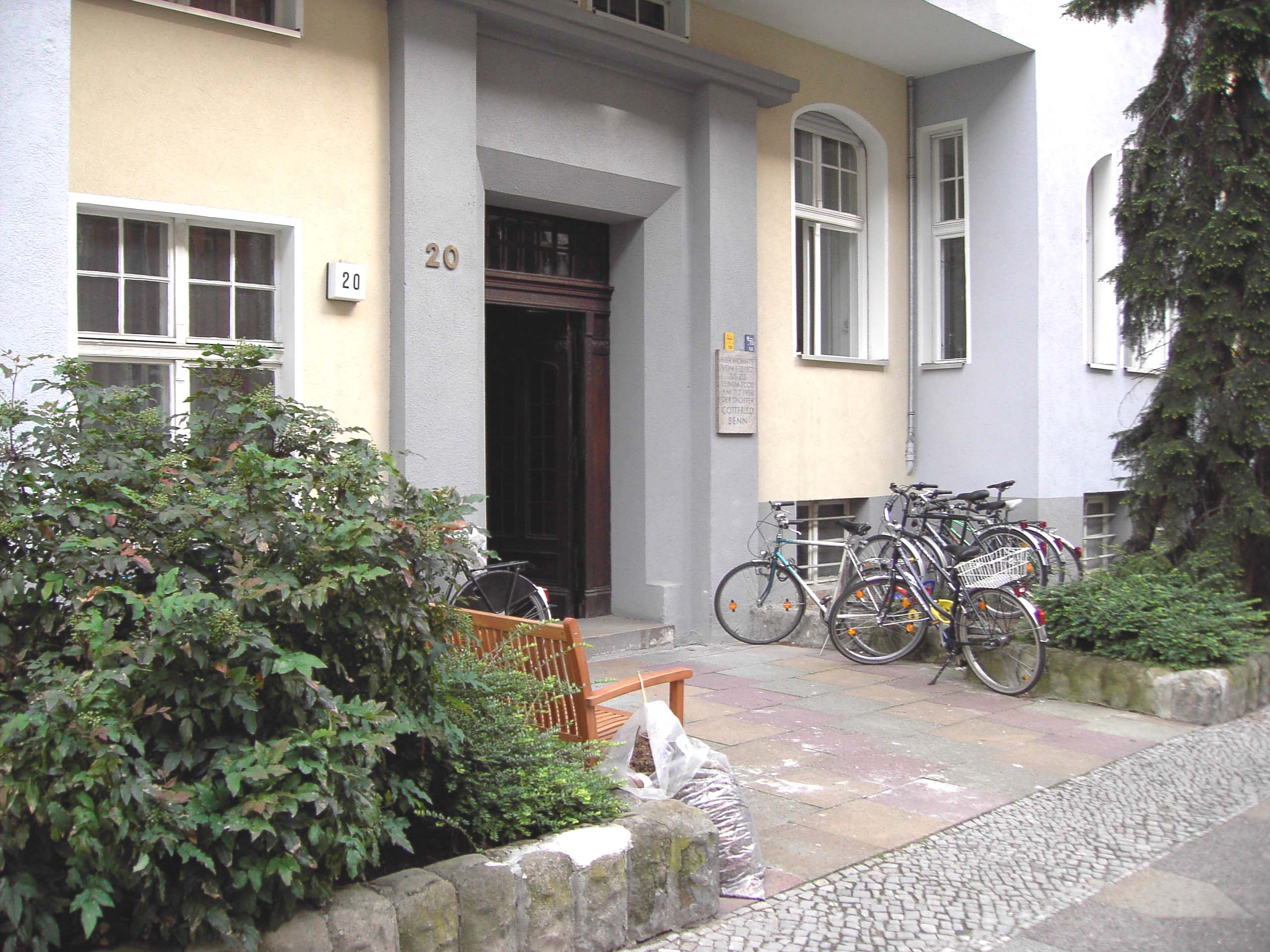
Wohnhaus Gottfried Benns, Bozener Straße 20
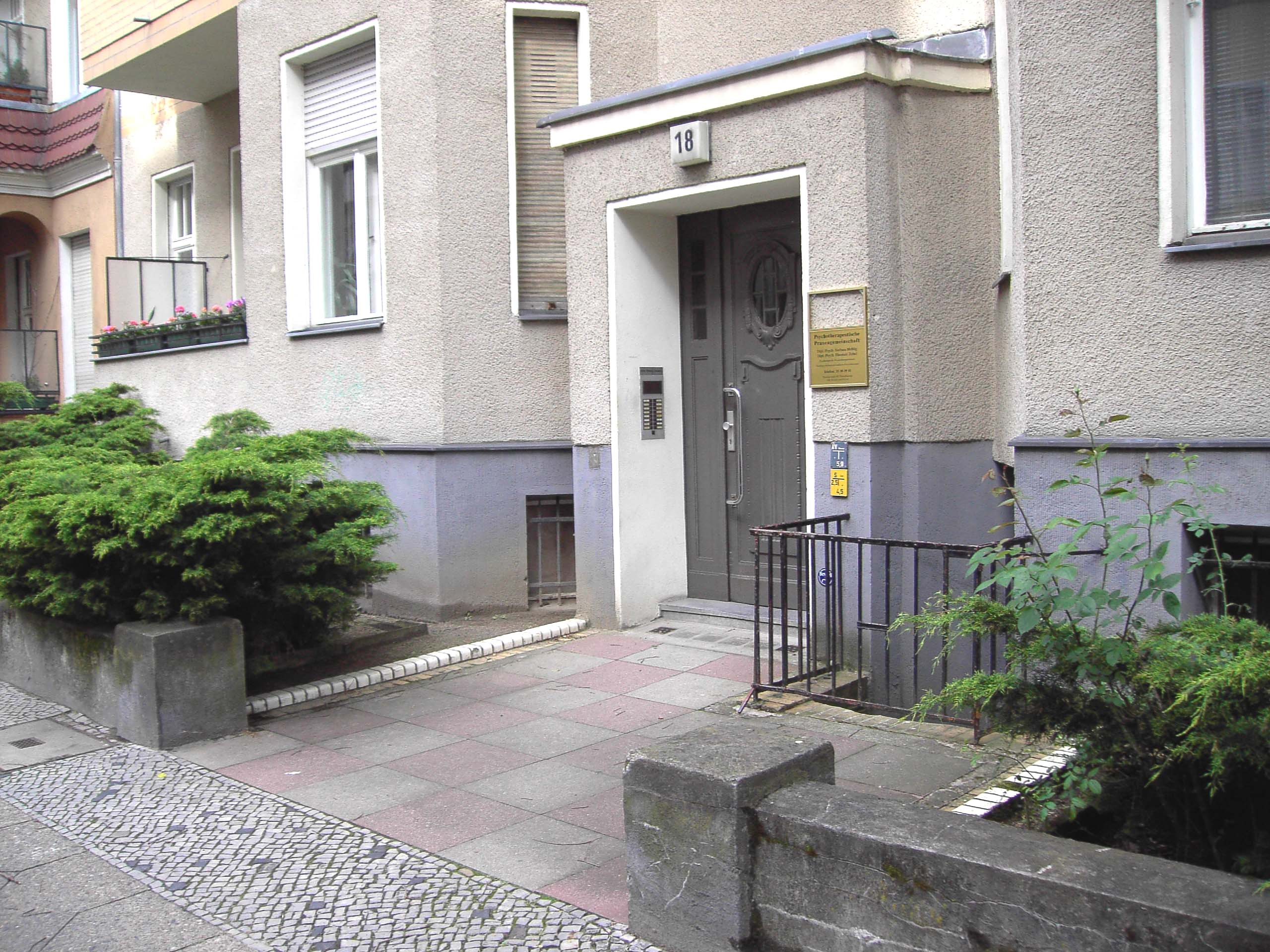
Wohnhaus Eduard Bernsteins, Bozener Straße 18
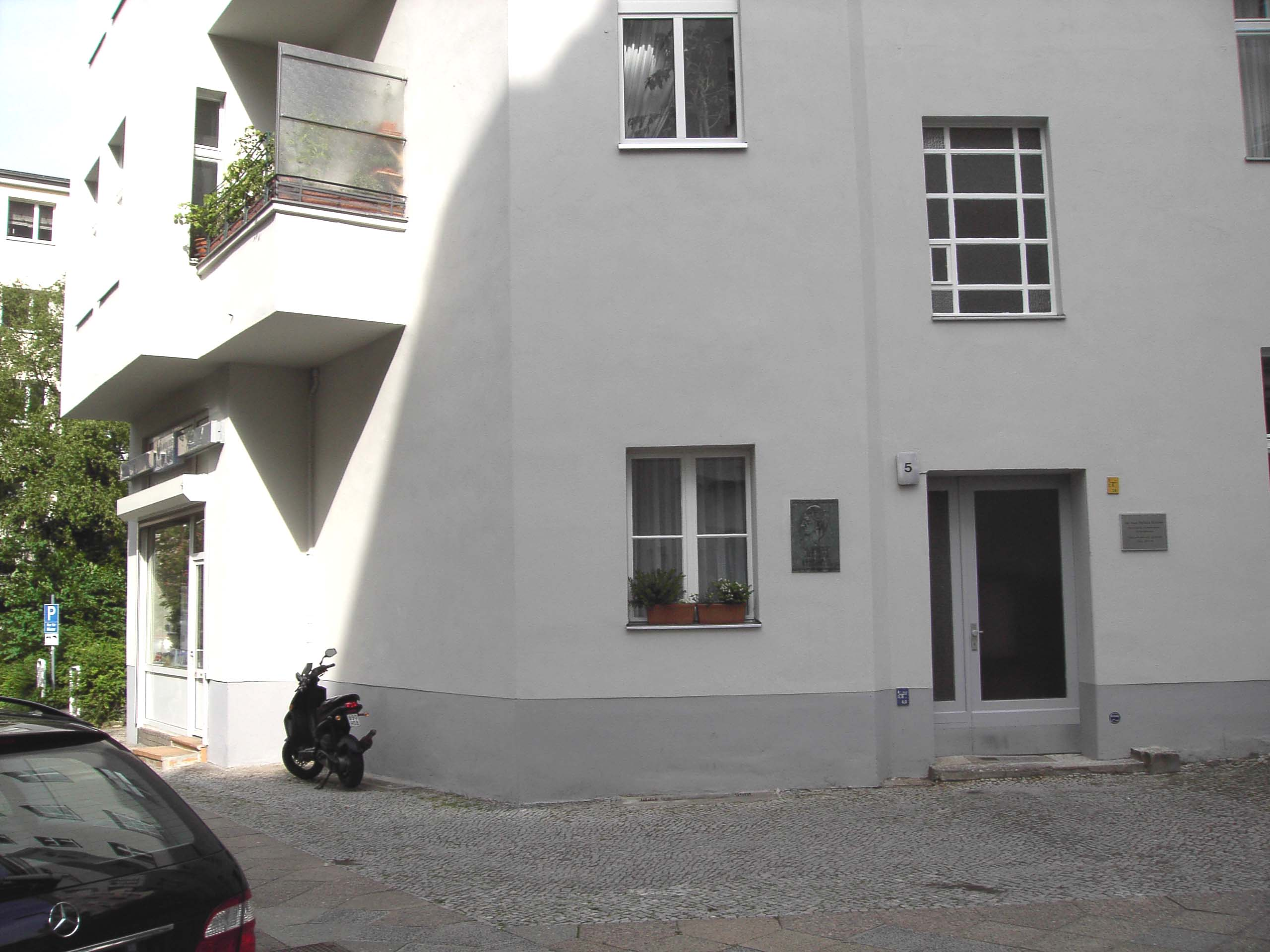
Wohnhaus von Arno Holz, Stübbenstraße 5
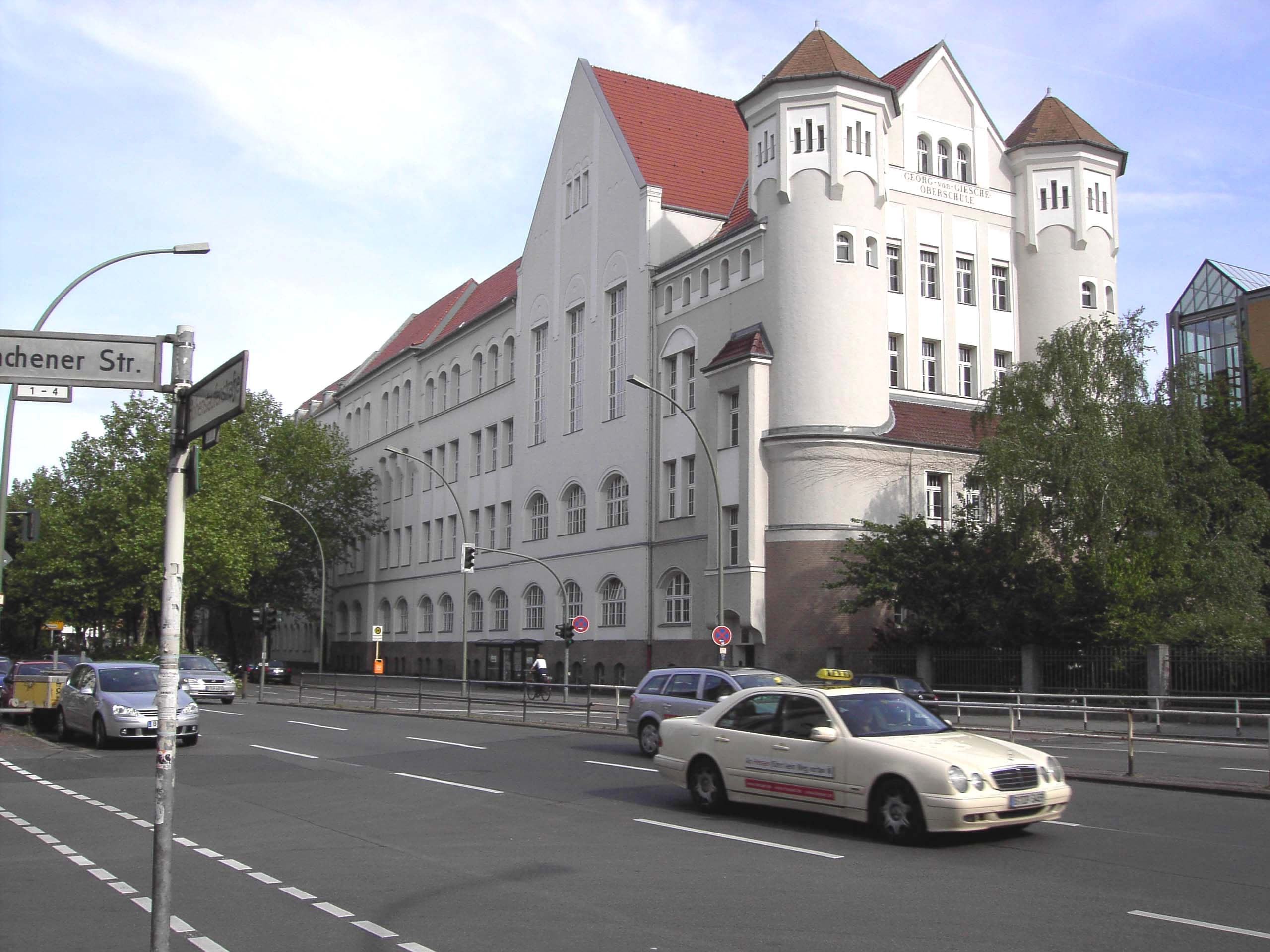
Marcel Reich-Ranickis Schule in der Hohenstaufenstraße 47/48